# Матю Фокс
Матю Фокс (на английски: Matthew Fox) е американски актьор и бивш модел, придобил известност с ролята на Джак Шепърд в сериала „Изгубени“.

## Биография
Матю Фокс завършва мениджмънт в Колумбийския университет. Докато учи, той се захваща с актьорство благодарение на майката на бившето си гадже. Тя е моден агент и му урежда снимки в няколко реклами. След това идват участията му във филми и става наистина известен с ролята си в сериала „Изгубени“.
От 1991 г. е женен за Маргарита Рончи. Имат две деца – Байрън (р. 2001) и Кайли (р. 1998). Заедно живеят в къща под наем на остров Оаху на Хаваите.